# King To Nin Jiom
La Nin Jiom Medicine Manufactory (HK) Ltd., nota come King To Nin Jiom (京都念慈菴S, jīng dū niàn cí ānP), è un'azienda farmaceutica fondata nel 1946 a Hong Kong. Il suo prodotto di punta è il Nin Jiom Pei Pa Koa, uno sciroppo antitussivo a base di erbe naturali la cui ricetta risale ai tempi della dinastia Qing.

## Storia

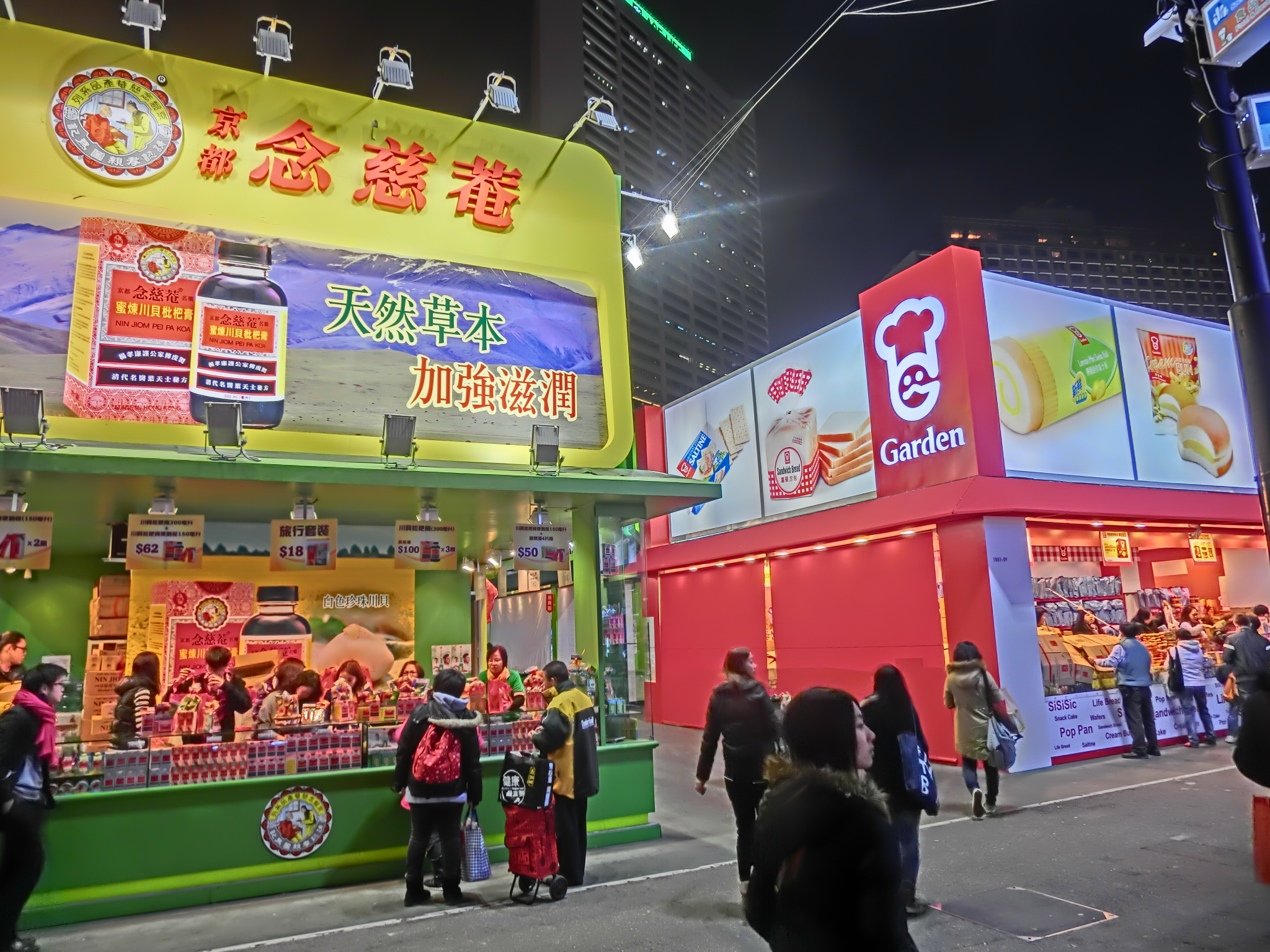
Prodotti della King To Nin Jiom esposti in uno stand al Victoria Park di Hong Kong, 2013

L'azienda venne fondata nel 1946 da Tse Siu-bong, un farmacista che aveva rilevato la produzione dello sciroppo Nin Jiom Pei Pa Koa, storicamente mandata avanti dalla famiglia Yang. Lo sciroppo veniva dapprima prodotto nella sua farmacia, poi nel 1962 venne formalmente attuata l'incorporazione dell'azienda e gradualmente la produzione si espanse fino a produrre diverse varianti di sciroppi alle erbe.
Lo stabilimento principale venne aperto a Hong Kong nel 1984, che negli anni duemila contava 150 dipendenti. Altri stabilimenti vennero aperti a Singapore (destinato alla produzione generale e alla ricerca) e a Taiwan (destinato alla produzione generale). L'azienda ha sempre dichiarato di ottemperare alle norme di buona fabbricazione.
Il fatturato dell'azienda ha mantenuto una crescita costante a partire dagli anni novanta. Nel 1994 l'azienda aveva fatturato 170 milioni HK$, nel 1997 290 milioni e nel 2001 350 milioni. Nel 1999 l'azienda venne premiata come una delle migliori dieci marche di Hong Kong dalla Chinese Manufacturer's Association della città.

## I prodotti
A partire dagli anni duemila l'azienda commercializza due rimedi per l'influenza, un tonificante per la vecchiaia, un prodotto per malattie femminili e un tonificante per il corpo. Tutti questi prodotti appartengono alla medicina tradizionale cinese, contengono estratti di erbe e sono disponibili sia in forma di sciroppo, sia come spray, sia come caramelle balsamiche. Lo sciroppo è il prodotto di punta dell'azienda e viene commercializzato in boccette da 300 ml o in sacchetti da 15 g.
Le erbe vengono importate principalmente dalla Cina occidentale. L'azienda importa circa 17 milioni HK$ di fritillaria. Le altre erbe vengono prima processate nel Guanxi e poi importate a Hong Kong.

## Diffusione di mercato
La Nin Jiom Medicine Manufactory commercializza i suoi prodotti in oltre 20 paesi, con Taiwan capofila seguita dalla Cina continentale, Malaysia, Singapore, Thailandia, Vietnam, Nord America ecc. Sin dagli anni novanta la sua politica pubblicitaria è stata aggressiva, presentando i suoi prodotti come antichi e fidati ma in una giovane veste. Lo storico slogan è "Naturale, dolce e lenitivo". Tra i principali testimonial si citano Carol Cheng e Miriam Yeung.